# Loxodonta
Loxodonta è un genere di mammiferi elefantidi che comprende le due specie comunemente note come elefanti africani. La specie asiatica, invece, fa parte del genere Elephas.

## Tassonomia
Le specie attuali sono Loxodonta africana (elefante africano di savana) e Loxodonta cyclotis (elefante africano di foresta). Quest'ultima specie era considerata fino a poco tempo fa una sottospecie di L. africana, ma recenti analisi del DNA hanno determinato notevoli differenze tra le due forme. Una terza specie, l'elefante africano occidentale, è stata proposta sulla base di studi genetici condotti sulle popolazioni presenti in Africa occidentale, sia in ambienti forestali che di savana; i risultati indicherebbero che non vi sia una differenza genetica tra gli elefanti che popolano le foreste e le savane di questa zona e che appartengano a una specie distinta dalle altre due già identificate, ma più affine all'elefante di foresta che non a quello di savana. Un'altra specie conosciuta solo allo stato fossile, è Loxodonta adaurora, anch'essa africana, considerata ancestrale alle altre due e sviluppatasi forse addirittura nel Pliocene medio. Altre due specie fossili, sempre africane ma vissute nel Pleistocene, sono Loxodonta atlantica e Loxodonta exoptata. Si vocifera, inoltre, della presenza di elefanti nani nelle profonde  foreste del Congo, ai quali è stato persino dato un nome scientifico (Loxodonta pumilio). Prove certe dell'esistenza di questa specie, però, non sono mai state portate.
Anche se comunemente si ritiene che il nome di questo genere sia stato dato da Georges Cuvier nel 1825, il grande anatomista francese descrisse gli elefanti africani con il termine Loxodonte. Fu due anni dopo, invece, che un autore anonimo lo rese latinizzato in Loxodonta; il codice ICZN, quindi, riconosce quest'ultimo termine come avente la priorità.

## Conservazione
Il bracconaggio ha ridotto significativamente la popolazione degli elefanti africani in alcune regioni durante il Ventesimo Secolo. Un esempio di questa pressione esercitata dai cacciatori di frodo si ha nella regione orientale del Ciad; mandrie di elefanti erano numerose fino al 1970, con una popolazione stimata di 300.000 individui. Nel 2006, però, il numero era crollato a 10.000. In teoria, gli elefanti africani sono protetti dai vari governi, ma il bracconaggio persiste a causa dei gravi problemi sociali, economici e politici in cui versa il continente africano.
D'altro canto, le perdite nel conflitto uomo-elefante non sono riscontrate solo dalla parte dei proboscidati. Le due specie di elefante africano infatti, insieme a quello asiatico, uccidono in media 500 persone ogni anno.